# Elio Morille
Elio Morille, född 7 september 1927 i Alessandria, död 21 juni 1998 i Rom, var en italiensk roddare.
Morille blev olympisk guldmedaljör i fyra utan styrman vid sommarspelen 1948 i London.